# Isfarain
Isfarain is een stad in de Iraanse provincie Khorāsān-e Shemālī. Esfarāyen was een belangrijke vestigingsplaats voor Arische stammen nadat ze Iran waren binnengetrokken. Ten tijde van de Islamitische verovering bloeide de stad ondanks aanvallen en verwoestingen, werd het weer herbouwd. 
Vandaag de dag is Esfarāyen een van de welvarende steden in Khorāsān.